# Стефан Олсдал
Стефан Александър Бо Олсдал (на шведски: Stefan Alexander Bo Olsdal) е шведски китарист басист.
Свири в алтернативната рок-група „Пласибо“ и в електронната данс-група „Хотел Персона“ (Hotel Persona).

## Биография
Роден е в Гьотеборг, Швеция на 31 март 1974 г. Премества се в Люксембург, когато е тийнейджър. Учи в Американското международно училище в Люксембург заедно с другия член на „Пласибо“, Брайън Молко. Започва да свири в училищния окрестър през 1987 г. Завършва средното си образование в Швеция и се мести в Лондон с родителите си, където посещава Института на музикантите.

## Пласибо
Случайно среща Молко извън метростанция „Южен Кингстън“. Двамата формират „Ashtray Heart“, лоу-фай дуо, свирейки предимно на детски инструменти. Пишат 4 песни, но решават да започнат като сериозна група, за това канят Стийв Хеуит (Steve Hewitt), който не може да бъде в групата, защото има договор с друга звукозаписна компания. След това Олсдал кани съученика си Робърт Шултзбърг (Robert Schultzberg), който по онова време учи във Великобритания, да се присъедини като барабанист на „Пласибо“, а по-късно бива заменен с Хеуит.
Заедно с Молко има заслуги като съавтор на всяка песен на групата, освен „Ashtray Heart“ от албума „Battle for the Sun“.

## Личен живот
Олсдал е хомосексуален. През 2018 г. в публично писмо до ЛГБТ общността пише: „От насадените чувства, че това да бъдеш различен е слабост, проклятие, болест, ЛГБТ общността ми даде силата да почувствам точно противоположното. Аз съм идеален такъв, какъвто съм, и няма нищо лошо в чувствата, които изпитвам.“